# Gioco internazionale
Il gioco internazionale (Inglese: International game, Francese: Jeu international, Spagnolo: Juego internacional, Valenciano: Joc internacional, Olandese: Internationaal spel) è un gioco di squadra praticato all'aperto, con una pallina da tennis pelata, su un campo di gioco rettangolare.

Viene giocato in competizioni internazionali, tra squadre nazionali provenienti dall'Europa e dalle Americhe, che in patria solitamente giocano ognuna una disciplina diversa.
Il gioco internazionale è stato ideato con l'intento di unificare e semplificare i regolamenti di diversi sport sferistici (che, essendosi diffusi autonomamente in tutto il mondo, differiscono notevolmente da Paese a Paese), per fare in modo di sistematizzare delle regole comuni sulle quali poter indire delle competizioni internazionali.

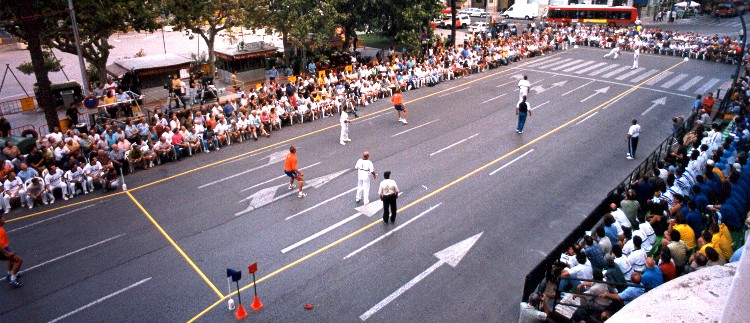
gioco internazionale all'aperto

## Storia
Il 13 maggio 1928 a Bruxelles nel Belgio, si costituì la Confederazione Internazionale del Gioco della Palla, con sigla C.I.J.B. (in lingua francese: Confédération Internationale du Jeu de Balle). L'intento era valorizzare vari giochi come la balle pelote belga, la pilota basca, la pelota valenciana, il pallone italiano, etc. Questo patrimonio variegato di giochi sferistici trae origine dai tempi antichi: si ha infatti notizia di giochi praticati con la palla sia fra gli antichi Romani, i quali si dilettavano con lo harpastum, e prima ancora in Grecia dove si giocava l'episkyros e sia nelle civiltà americane precolombiane che praticavano dei giochi con la palla che probabilmente avevano valenze religiose. Questi giochi antichi finirono col modificarsi nei secoli, fino ad arrivare alla babele di specialità sferistiche tipiche dell'età contemporanea.
È in questo contesto che la Federació de Pilota Valenciana entrò nel CIJB, e dando nuovo impulso alla Confederazione Internazionale permise al comitato tecnico di ideare il gioco internazionale, affinché si potessero organizzare delle competizioni internazionali. Così dal 1993 in poi, si è potuto infine disputare più o meno periodicamente un campionato mondiale ed uno europeo per le categorie di atleti professionisti e atleti dilettanti, che si cimentano anche, fra gli altri, nel gioco internazionale.

## Campo da gioco
Le partite del gioco internazionale si svolgono su un rettangolo di gioco dalla superficie piana di cemento o asfalto (eventuali deroghe per giocare su erba o sintetico, vanno valutate dai comitati organizzatori dei tornei).

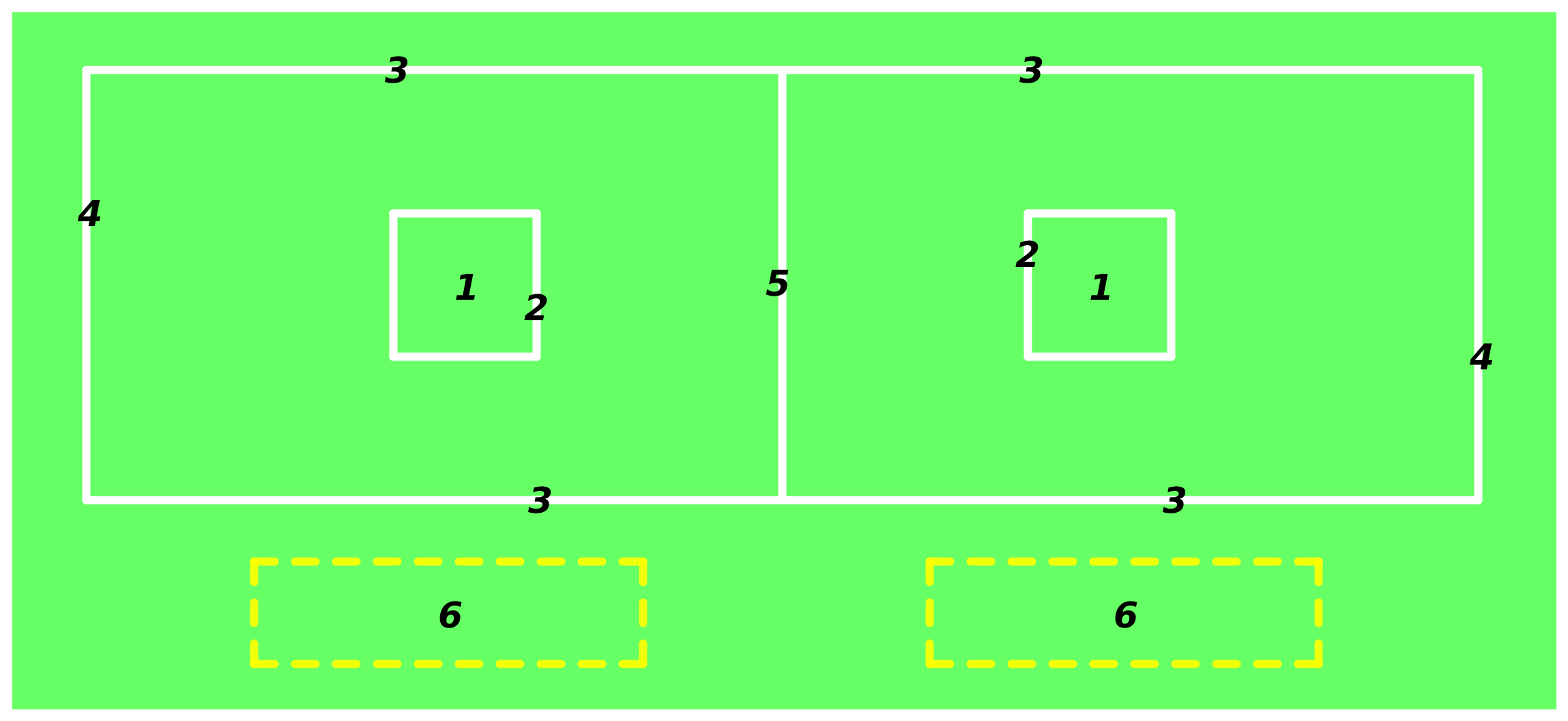
Descrizione del campo da gioco: 1. Area di battuta, 2. Linea di battuta, 3. Linea laterale, 4. Linea di fondo, 5. Linea centrale, 6. Zona neutrale.

I campi da gioco hanno dimensioni diverse a seconda che si affrontino femmine o maschi.

### Campo di gioco maschile
Per gli uomini il rettangolo di gioco misura 70×20m, e le aree dedicate al servizio misurano 7×7m.

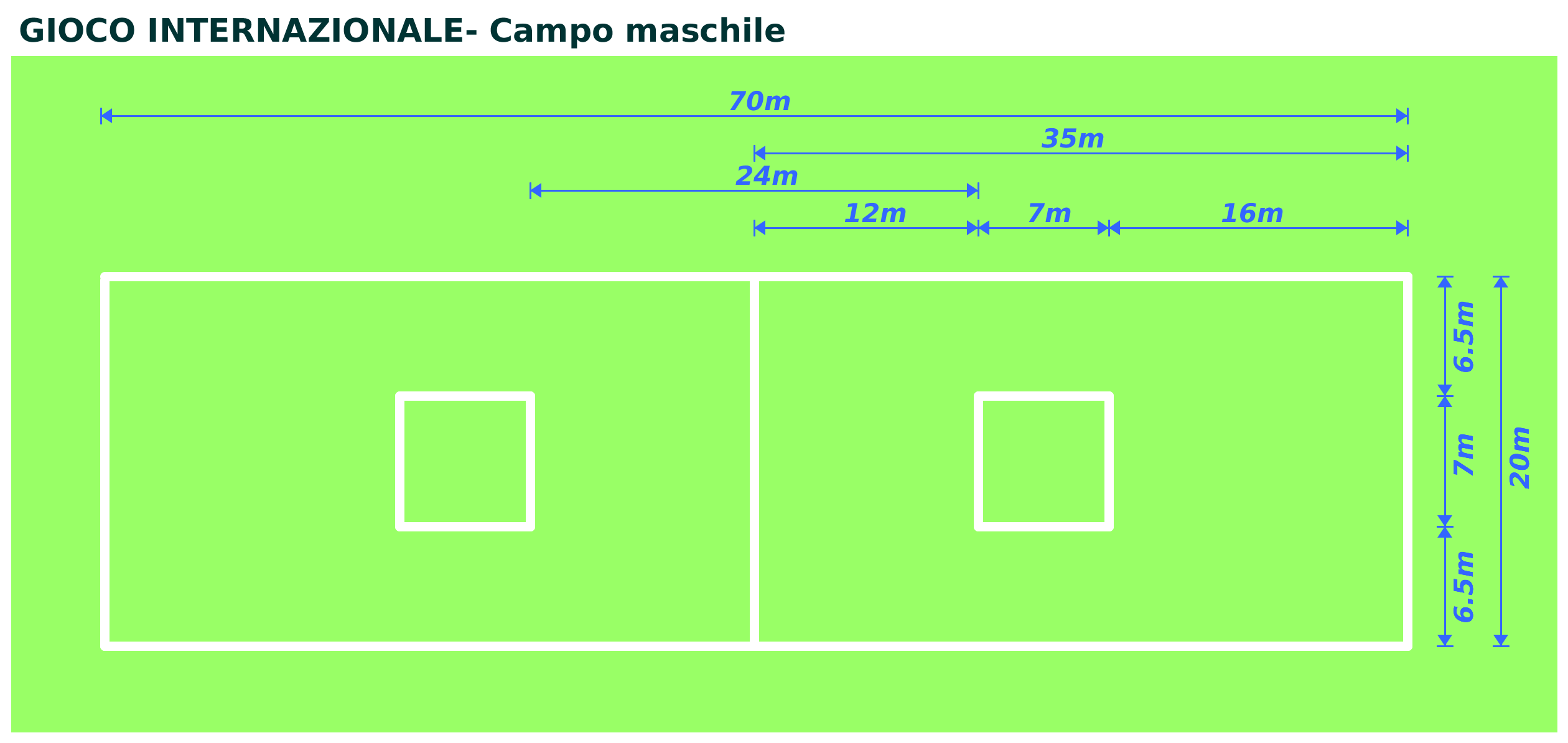
Misure del campo maschile di Gioco internazionale

### Campo di gioco femminile
Per le donne il campo ha un'area di 50×14m, mentre le aree dedicate al servizio misurano 6×6m.

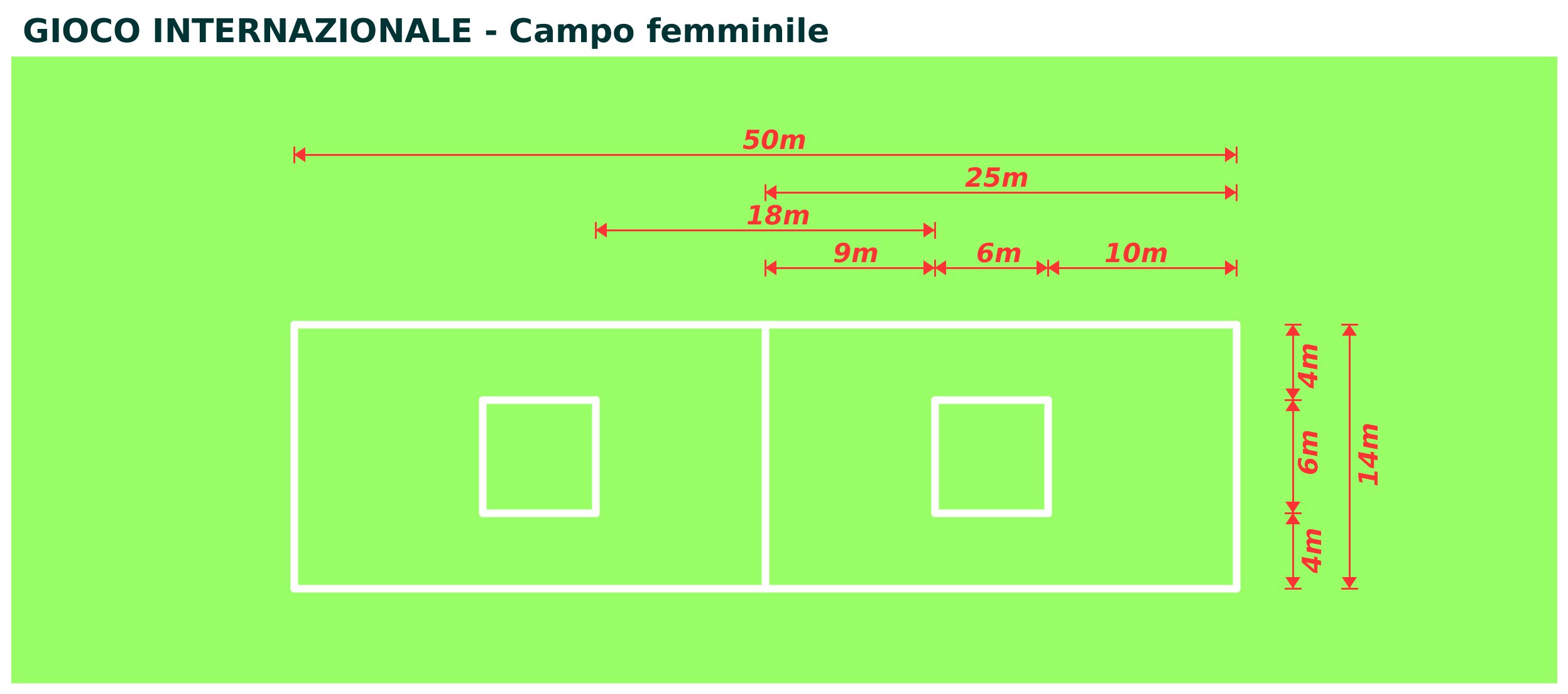
Misure del campo femminile di Gioco internazionale

### Misure obsolete
Nell'arco degli anni, ci sono state delle modifiche al regolamento; tra le modifiche si trovano anche le misure del campo. 

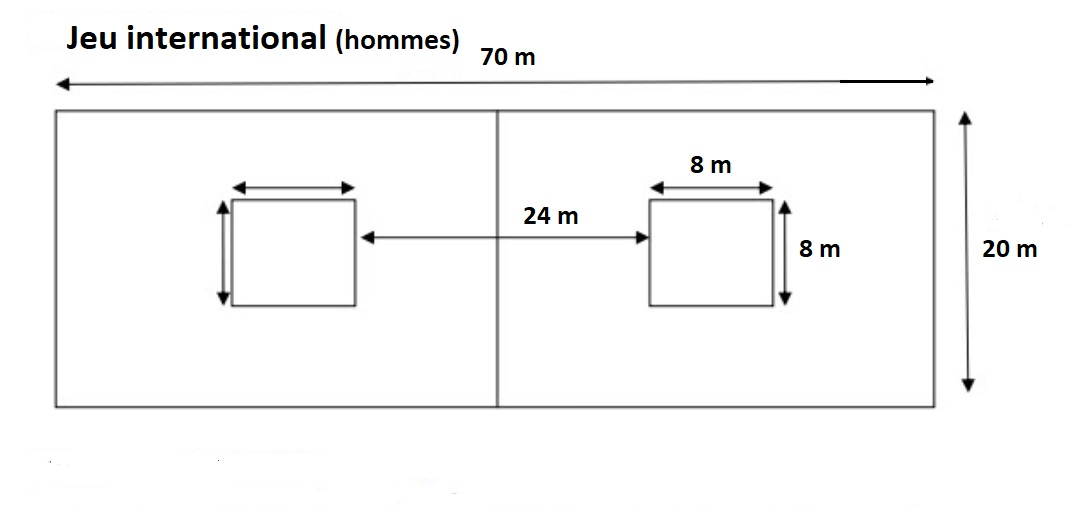
Ad es. una pianta del campo con l'area di battuta più grande di quanto richiesto del regolamento vigente

#### Gioco europeo
Il cosiddetto "gioco europeo" è stata una versione del gioco internazionale utilizzata per l'europeo.
Il campo di gioco, da regolamento, doveva misurare 60×20m, anche se la larghezza poteva variare a causa della morfologia del luogo in cui veniva allestito il campo, tuttavia non poteva essere meno di 15m. Invece l'area di battuta era costituita da un rettangolo di 6×8m. 

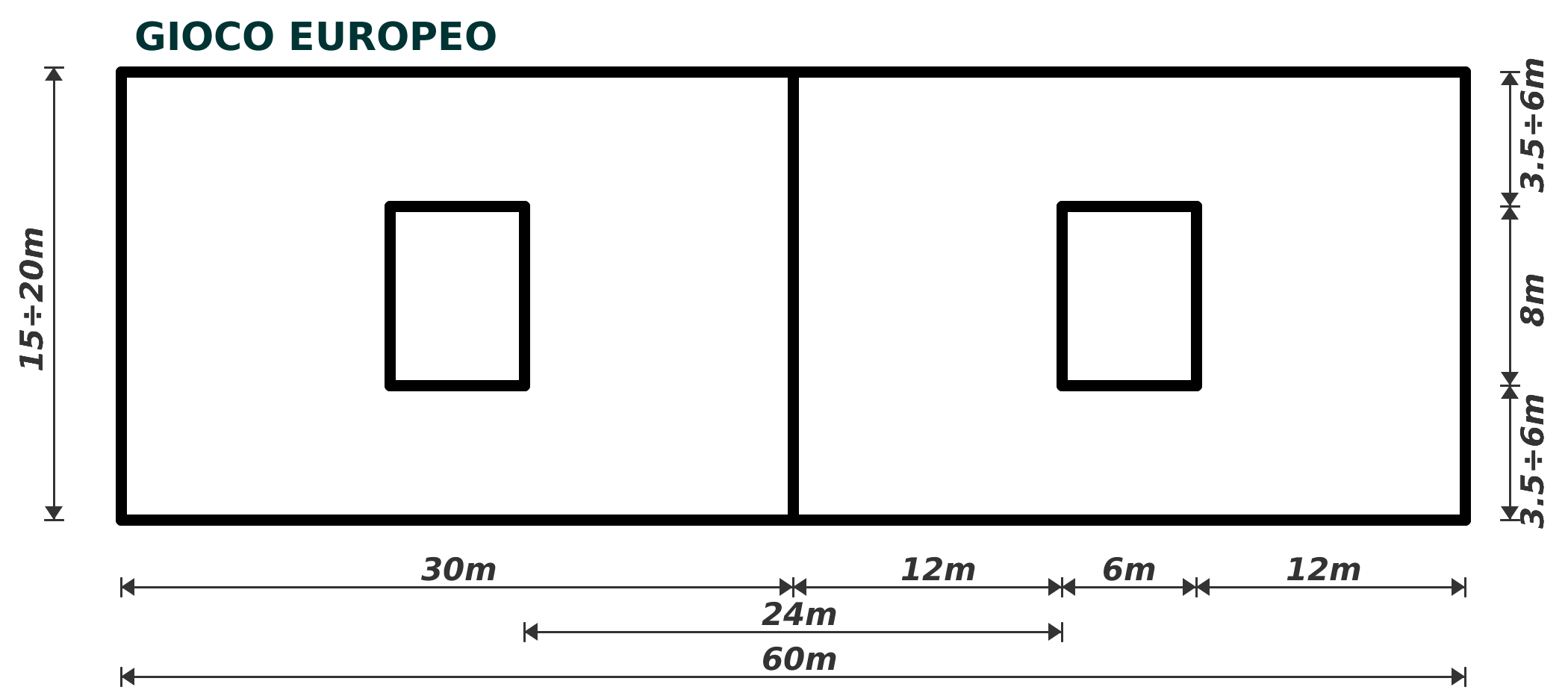
Misure del terreno di gioco del gioco europeo

La partita del gioco europeo durava 40'. Nel regolamento del gioco europeo inoltre veniva esplicitato che toccando la palla con una parte del corpo diversa dalla mano si regalava un quindici agli avversari; mentre nel regolamento internazionale questa affermazione non si trova. Che ciò accada, lo si può dedurre quando viene affermato che la palla si può giocare solo con la mano.

## Palla
Nello scegliere le regole per questo gioco, il CIJB ha cercato di determinare quale palla fosse maggiormente accettabile per tutti i pallonisti e pilotisti dei vari paesi aderenti, dato che per ogni gioco sferistico esiste una palla specifica, perciò si è creduto che dovesse essere meno piccola e meno dura della badana valenciana ma meno grande e pesante del pallone italiano da pallapugno. A questo scopo si è optato per utilizzare una pallina da tennis, ma pelata.

## Regolamento

### Squadre
Le due squadre, formate ognuna da 5 giocatori maschi, oppure 4 giocatrici femmine, si affrontano in campo, colpendo la palla utilizzando unicamente la mano nuda (è consentito al massimo l'uso di guanti di protezione per wallball).
Sono concessi 2 cambi giocatore per partita nel maschile e 1 cambio nel femminile. Il cambio si effettua solo al termine di un game e il/la giocatore/trice sostituito/a non può più rientrare in campo.

### Servizio
Durante la partita, tutti i giocatori delle due squadre devono alternarsi alla battuta (o servizio). Il turno di battuta si compie servendo per tutto il game, durante il quale, il battitore non può cambiare; infatti, se un giocatore in turno di battuta è costretto a lasciare il campo per infortunio o altri motivi, la squadra perde il game.
A loro volta le squadre si alternano al servizio dopo ogni game.
Il servizio deve effettuarsi all'interno del quadrato definito area di battuta (oppure quadrato di servizio) e il battitore designato è l'unico a poter restare nell'area di battuta. La palla quando viene servita, deve rimbalzare all'interno dell'area di battuta della squadra avversaria (che dev'essere sgombra di giocatori al momento del servizio); in seguito all'avvenuto rimbalzo nella propria area di battuta, la squadra ricevente può ribatterla; successivamente l'azione di gioco è libera, ovvero si può colpire la palla al volo o al primo rimbalzo, cercando di rendere non più giocabile la palla nel campo avversario. A questo scopo, i giocatori possono superare la linea centrale, per cercare di fermare la palla nel campo opposto prima che entri nel proprio; per questo motivo, la palla può essere stoppata anche con due mani.
Se il giocatore che ha servito non è riuscito a colpire l'area di battuta avversaria, deve ripetere il servizio. Nel caso di doppio fallo, il punto va alla squadra avversaria.

### Cambio di campo
Si effettua il cambio campo dopo il primo game, successivamente ogni due, fino al termine della partita.

### Time out
Durante l'incontro, i giocatori non possono lasciare il campo, a meno che non venga chiamato un time out.
Nel corso della partita, ad ogni squadra sono concessi 2 time out. È il capitano della squadra che ne può chiedere uno all'arbitro, appena terminato il game. Durante il time out, che dura 1 minuto, le squadre stazionano nella propria zona neutrale.

### Zona neutrale
La zona neutrale (una per squadra) si trova appena fuori dalla linea laterale del campo, ad una distanza sicura da esso, ed è chiaramente segnata da linee di demarcazione, come nei campi da calcio.
Durante la partita, possono stare nella zona neutrale solo l'allenatore, un secondo allenatore, le riserve, oltre al massaggiatore.

### Punteggio
Il punteggio di tipo tennistico si accresce di quindici, ovvero, la sequenza è: 15, 30, 40, game.
Diversamente dal tennis, sulla parità ai 40, per vincere il game non si contano i due "vantaggi". Nel gioco internazionale vige il "punto secco", cioè la prima squadra che fa un altro quindici, vince il game.

#### Realizzazioni
I quindici possono essere conquistati direttamente o indirettamente (cioè per errore dell'avversario).
I quindici si realizzano direttamente:
- Se la palla viene mandata oltre la linea di fondo del campo avversario.[30]
- Se la palla si ferma oltre la linea centrale e non può essere giocata in maniera valida (al volo o al primo rimbalzo).[30]
- Se si fa rimbalzare la palla nel campo avversario oltre la linea centrale facendola uscire dalla linea laterale (il rimbalzo sulla linea è un rimbalzo valido[31]), prima che l'avversario la giochi.

Si acquisisce un quindici indirettamente:
- Se il battitore avversario, nell'effettuare il servizio, tocca o supera la linea che delimita l'area di battuta.[32]
- Se la palla giocata dall'avversario esce dalla linea laterale senza prima aver rimbalzato.[30]
- Se l'avversario fallisce per due volte il servizio.[23]
- Se un avversario colpisce la palla ma questa va indietro invece che in avanti.[33]
- Se un avversario colpisce la palla con qualsiasi parte del corpo diversa dalla mano (a meno che non sia per fermare la palla).[34]

Una squadra guadagna un game nel caso in cui il giocatore avversario in turno di battuta è costretto ad abbandonare il campo (per infortunio od altro).

#### Termine della partita
In maniera simile al tennis, i game si sommano fino a quota 6, che è il traguardo che porta la vittoria di una squadra sull'altra e conclude la partita. In pratica la partita è un singolo set. Tuttavia, diversamente dal tennis non c'è tie-break, né nessun'altra regola del "doppio game di scarto". Sul 5-5, vince la partita chi si aggiudica il game successivo.

#### Punti in palio
In un torneo, i punti in palio per la classifica sono 3, che vengono divisi tra le due squadre, nel caso in cui ci siano fino a 3 game di scarto (2 punti-classifica alla vincente, 1 alla perdente); se lo scarto è maggiore (4, 5 o 6 punti), tutti i 3 punti-classifica vanno alla vincente.